# 毛果金星蕨
毛果金星蕨（学名：Parathelypteris chinensis var. hirticarpa）为金星蕨科金星蕨属下的一个变种。

## 扩展阅读
- 維基物種上的相關：毛果金星蕨